# Rifugio Camillo Giussani
Il rifugio Camillo Giussani è un rifugio situato nel comune di Cortina d'Ampezzo (BL), presso Forcella Fontananégra, nelle Dolomiti (Gruppo delle Tofane), a 2.580 m s.l.m.

## Accessi
- Dal rifugio Dibona con il sentiero 403. Percorrenza: 1,5 h - Dislivello: 500 m - Difficoltà: E
- Dal Passo Falzarego per forcella Col dei Bos (sentieri 402, 403, 404). Percorrenza: 2,5 h - Dislivello: 500 m - Difficoltà: E

## Ascensioni
- Tofana di Rozes, via normale. Percorrenza: 2 h - Dislivello: 645 m - Difficoltà: EE
- Tofana di Mezzo, via ferrata. Percorrenza: 4 h - Dislivello: 664 m - Difficoltà: EEA
- Tofana di Dentro, via ferrata. Percorrenza: 5 h - Dislivello: 656 m - Difficoltà: EEA

## Traversate
- Al rifugio Lagazuoi per forcella Col dei Bos (sentieri 401, 402, 403, 404). Percorrenza: 2,5 h - Difficoltà: E
- Al rifugio Pomedes per il sentiero attrezzato Astaldi. Percorrenza: 1 h - Difficoltà: EEA
- Al rifugio Duca d'Aosta per il sentiero attrezzato Astaldi. Percorrenza: 1,5 h - Difficoltà: EEA